# Barbara Cartland
Mary Barbara Hamilton Cartland (Edgbaston, 1901. július 9. – Hatfield, 2000. május 21.) angol írónő, a világ egyik legtermékenyebb írója, több mint 700 megjelent könyvvel és egyes források szerint 750 millió, mások szerint több mint egymilliárd eladott példánnyal. Ezzel a Guinness Rekordok Könyvébe is bekerült. 160 kiadatlan kézirat maradt utána, ezek egy részét hivatalos honlapján közzétették. 1991-ben a Brit Birodalom Érdemrendjével tüntették ki.
Leánya, Raine Diána walesi hercegné mostohaanyja volt.

## Élete és pályafutása
Édesapja, James Bertram Cartland tisztviselő volt, 1918-ban, az első világháborúban elesett. Édesanyja, Polly egyedül maradt három gyermekkel és egy kis üzlet vezetéséből tartotta fenn a családot, miután az apa halálát követően Londonba költöztek. Barbara élénken részt vett a nagyvárosi életben. Remek mesélő volt, egy koktélpartin figyelt fel rá egy újságíró, akinek a felkérésére pletykacikkeket kezdett írni a Daily Express-ben. Hamarosan már vezércikkek kerültek ki a keze alól.
1923-ban jelent meg első regénye, a Jig-Saw, vegyes fogadtatással. 1927-ben feleségül ment Alexander George McCorquodale-hez, akitől egy lánya született, Raine. Házasságuk boldogtalan volt, férje italozott. 1933-ban elváltak, majd 1936-ban Barbara férjhez ment volt férje unokatestvéréhez, Hughhoz, akitől két fiúgyermeke született. Az 1930-as években öccse Ronald politikai karrierjének egyengetése kötötte le az idejét, emellett azonban regényeket is írt, illetve cikkeket a Tatler-be.
Mindkét testvére (Ronald és Tony) elesett 1940-ben a dunkerque-i csatában, ami nagyon megviselte az írónőt. Családjával Kanadába költözött, de nem érezte jól magát, így kijárta, hogy hazatérhessen. Bedfordshire-ben több mint 20 000 önkéntes segítőt felügyelt. 1953-ra már több mint 50 könyve jelent meg, a romantikus regényei mellett színművei és életrajzi művei is voltak. 1955-ben beválasztották a Hertforshire-i megyei tanácsba, ahol az idősek jobb ellátása érdekében kampányolt, az 1960-as években pedig a cigányokat próbálta segíteni, alapítványt is létrehozott. 1963-ban adta ki 100. könyvét, ugyanebben az évben halt meg férje, Hugh.
1990-ben jelent meg 500. regénye, a következő évben pedig a Brit Birodalom Érdemrendjével tüntették ki. 1992-ben átvette a legtermékenyebb író címét John Creasytől.
2000-ben, otthonában hunyt el 98 éves korában.

## Regényei
Cartland regényei általában a 18–19. században játszódnak, a hősnő szűzies és gyönyörű, aki valamely egzotikus helyszínen ismerkedik meg a gazdag és jóképű főhőssel. A párnak rengeteg akadályt és intrikát kell legyőznie, ám a történet mindig boldog végkifejlettel zárul. Mivel a történetek alapszituációi hasonlóak voltak, Cartland a részletek kidolgozásával tette izgalmassá a műveit, szerette a történelmet, így örömét lelte a háttérkutatásban a regényeihez. Mivel sokat utazott, az így szerzett élményeit is felhasználta a regényeiben.

### Magyarul megjelent művei
- A szerelem küldönce (Messenger of Love, 1961); ford. Dáczer Ödön; GRaF, Bp., 1992 (Romantikus regények)
- A kastély üdvöskéje (A Wish Comes True, 1991); ford. Simó György; GRaF, Bp., 1992 (Romantikus regények)
- Megcsúfolt érzelem (Lost Enchantment, 1972); ford. Dobos Lídia; GRaF, Bp., 1992 (Romantikus regények)
- A vásott angyal (A Very Naughty Angel, 1975); ford. Falvay Mihály; Fortuna–Romantika Holding, Budapest–Bécs–Hongkong, 1993 (Barbara Cartland művei)
- A szív szava (Call of the Heart, 1975); ford. Dobrás Zsófia; Fortuna–Romantika Holding, Bp.–Bécs–Hongkong, 1993 (Barbara Cartland művei)
- Mondj igent, Samantha (Say Yes, Samantha, 1975); ford. Dobos Lidia; Fortuna–Romantika Holding, Bp.–Bécs–Hongkong, 1993 (Barbara Cartland művei)
- A szerelem lángja (The Flame of Love, 1975); ford. Dobrás Zsófia; Fortuna–Romantika Holding, Bp.–Bécs–Hongkong, 1993 (Barbara Cartland művei)
- Táncolj át a szívemen (Dance on my Heart. Just Off Piccadilly, 1933); ford. Szilbereisz Diana; Gold Book, Debrecen, 2000
- Mindhalálig (The Lady and the Highwayman, 1952); ford. Mihalik Zsuzsa; Gold Book, Debrecen, 2000
- Kísértet Monte-Carlóban (A Ghost in Monte-Carlo, 1951); ford. Viczián Beáta; Gold Book, Debrecen, 2001
- Kitaszítva (A Disgraceful Duke, 1976); ford. Hatvani Judit; Gold Book, Debrecen, 2001
- Játék a szívvel (A Hazard of Hearts, 1949); ford. Viczián Beáta; Gold Book, Debrecen, 2003 (Hearts-sorozat, 1. kötet)
- Szívek párbaja (A Duel of Hearts, 1949); ford. Viczián Beáta; Gold Book, Debrecen, 2002 (Hearts-sorozat, 2. kötet)